# Gustav Knoop
Gustav Knoop (1850 Alemania – 1925 Alemania) ingeniero alemán por contratado por la Compañía Gran Ferrocarril de Venezuela para construir la vía férrea entre Caracas y Valencia. Desde el año 1894 y hasta 1923, año en que retira del país, cumple una gran actividad conservacionista reforestando la zonas afectadas por los trabajo de construcción a lo largo de la vía del ferrocarril.

## Biografía
Gustav Knoop nace en Alemania en 1850, se le conoce como ingeniero, conservacionista, en especial en Venezuela, donde es contratado por la compañía Gran Ferrocarril de Venezuela para la construcción de la vía férrea entre ciudades Caracas y Valencia. Se desempeñó como administrador y director de la compañía Gran Ferrocarril de Venezuela entre 1894 y 1923. Durante aquel período desplegó una gran labor conservacionista al reforestar las áreas afectadas por los trabajos de construcción de vía férrea. En este sentido conservacionista, es de resaltar que entre los años 1919 - 1923, en la ciudad de Los Teques, Miranda, en la zona que luego se llamaría Parque Knoop, sembró 700 eucaliptos de 25 variedades, 2000 pinos, 1500 palmeras y muchos árboles y arbustos de 30 clases, hasta completar un total de 25 mil
El 11 de junio de 1923 se ausentó de Venezuela, y desde Alemania le escribió al ingeniero Vicente Lecuna, presidente de la Cámara de Comercio de Caracas, en estos términos: “La conservación de las selvas, la repoblación científica de ellas, que poco a poco encontrara imitadores en el país, puede salvar a Venezuela del desastre que ya experimentan tantos países tropicales. Conservar las selvas es, pues, asegurar el porvenir de Venezuela”
Knoop muere en Alemania el 4 de septiembre de 1925

## Honores a Gustav Knoop
En 1923 el botánico suizo-venezolano Henri Pittier propone y convence al gobierno de Venezuela fundar un parque en la ciudad de Los Teques, estado Miranda, que lleve el nombre de “Gustav Knoop” en honor a la gran labor conservacionista que este ingeniero alemán realizó en el país.